# Vela nos Jogos Olímpicos de Verão de 1912
As competições da vela nos Jogos Olímpicos de Verão de 1912 foram disputadas entre os dias 19 e 22 de julho. O programa desta edição consistia num total de quatro classes e, para cada uma, foram agendadas duas regatas na costa de Nynäshamn, no mar Báltico.

## Local
Quando a Suécia foi designada para sediar os Jogos Olímpicos de 1912, duas cidades queriam ser o local do programa de vela: Gotemburgo e Estocolmo. Gotemburgo afirmou que apresentava uma passagem muito mais curta para as entradas marítimas (cerca de 525 milhas náuticas, correspondente a 972 km) do que para Estocolmo. Estocolmo, no entanto, foi a escolhida porque todos os eventos olímpicos deveriam acontecer na mesma região. Como local específico foi escolhido Nynäshamn, a cerca de 60 quilômetros (37 milhas) de Estocolmo.
O Royal Swedish Yacht Club foi solicitado a organizar o evento de vela. As discussões ocorreram se as corridas aconteceriam no mesmo período dos outros eventos olímpicos. Finalmente, foi tomada a decisão de realizá-los logo após os outros eventos olímpicos. Além disso, várias outras corridas foram organizadas em conjunto com as corridas olímpicas.
As seguintes áreas de percurso foram usadas durante as regatas olímpicas de 1908:

## Participantes

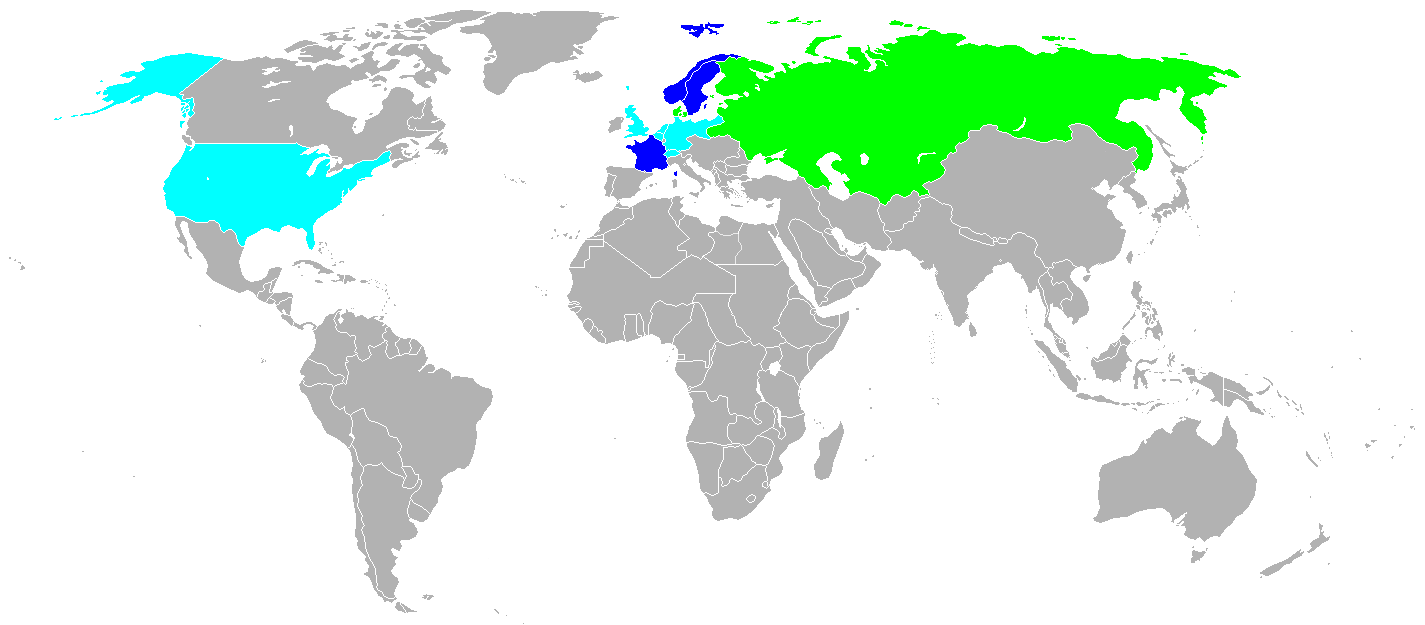
Países participantes da vela nos Jogos Olímpicos de 1912.
Países que participaram pela primeira vez.
Países que já participaram em outras edições.
Países que participaram em outras edições mas não participaram em 1912.

Foi permitido um máximo de dois barcos por país por classe:
- DEN Dinamarca
- FIN Finlândia
- FRA França
- NOR Noruega
- RU1 Império Russo
- SWE Suécia

## Calendário
| ● | Competições desportivas | ● | Finais |

| Vela                      |  | ● | ● | ● |  | Corridas internacionais | Corridas internacionais | Corridas internacionais | Corridas internacionais | Corridas internacionais | Corridas internacionais | Corridas internacionais | Corridas internacionais | Corridas internacionais |
| Total de medalhas de ouro |  |   |   | 4 |  |                         |                         |                         |                         |                         |                         |                         |                         |                         |

## Eventos
Embora seja uma das atividades esportivas organizadas mais antigas, a vela no início do século XX não era uniformemente organizado. Isso teve muito a ver com as tradições nacionais, bem como com o fato de que não havia tipos de barcos padronizados com instruções de construção e medidas uniformes. A forma de um barco, especificamente seu comprimento, seu peso e sua área de navegação, são os principais parâmetros que determinam a velocidade do barco. Várias iniciativas foram iniciadas para criar uma fórmula que permitisse que os barcos corressem entre si sem ter que calcular o resultado final. Mas os diferentes países inicialmente não chegaram a um acordo sobre um sistema internacional. Na edição dos Jogos de 1900, ficou claro que a vela não estava pronta para competições internacionais e algo precisava ser feito.
Em 1906, foram organizadas reuniões internacionais para resolver o problema. Finalmente, em Paris, em outubro de 1907, foi ratificada a primeira Regra Internacional. Os delegados desta reunião formaram a International Yacht Racing Union (IYRU), a precursora da atual Federação Internacional de Vela (ISAF).
| Classe   | Tipo     | Local     | N.º de equipes | Primeira exibição |
| -------- | -------- | --------- | -------------- | ----------------- |
| 6 Metre  | keelboat | Nynäshamn | 3              | 1908              |
| 8 Metre  | keelboat | Nynäshamn | 5              | 1908              |
| 10 Metre | keelboat | Nynäshamn | 8              | 1912              |
| 12 Metre | keelboat | Nynäshamn | 10             | 1908              |

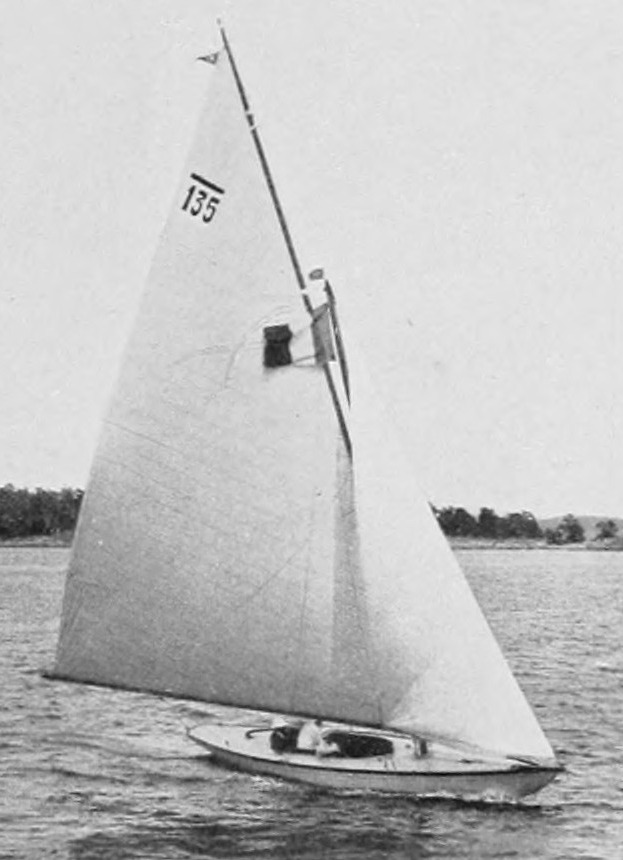
Mac Miche, 6 Metre
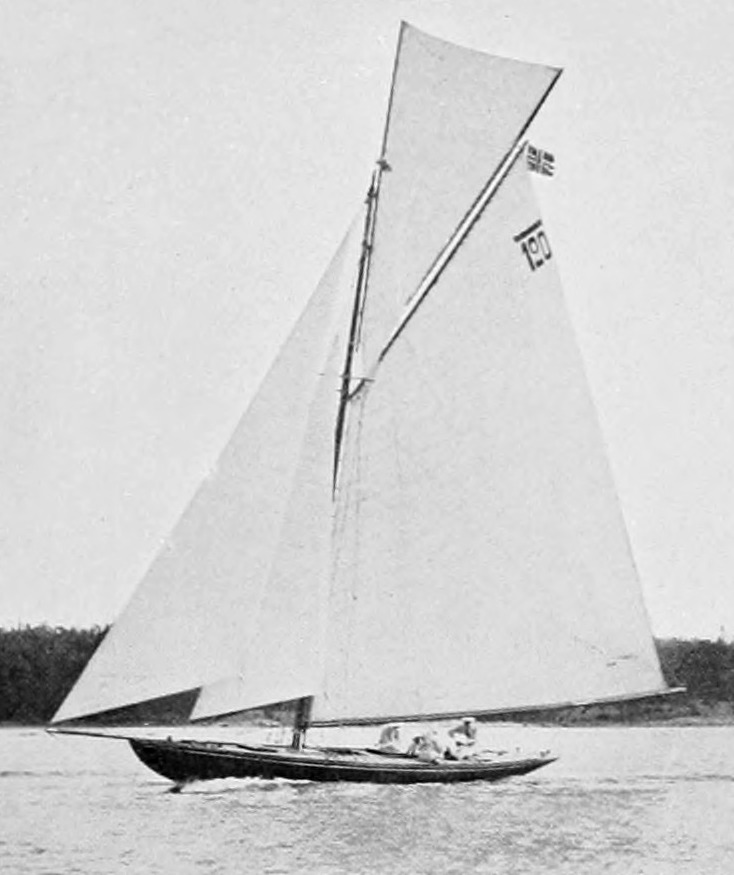
Taifun, 8 Metre
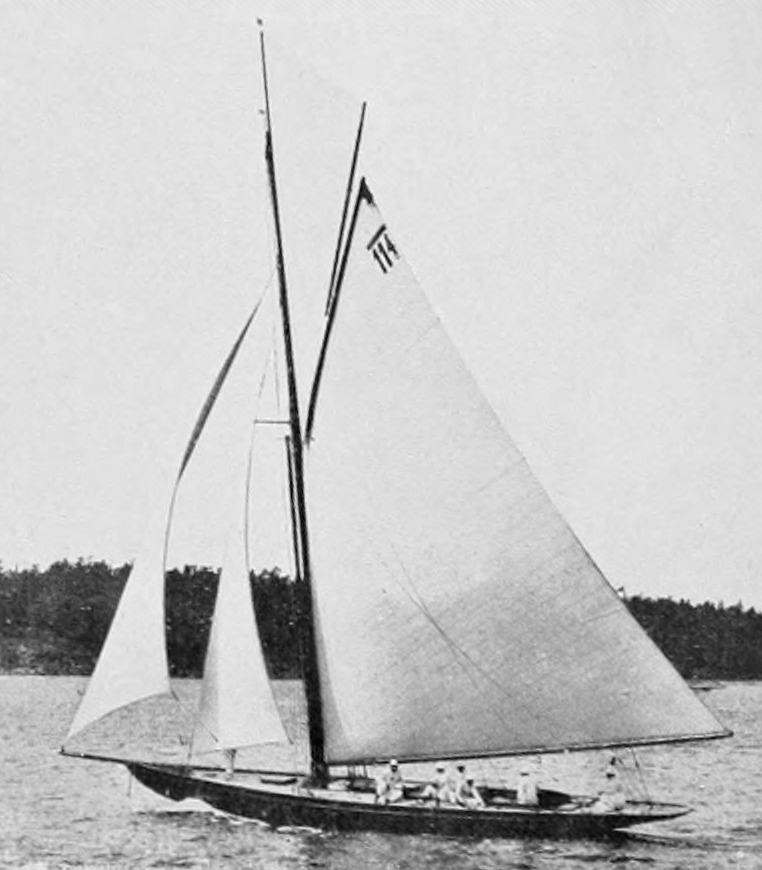
Kitty, 10 Metre
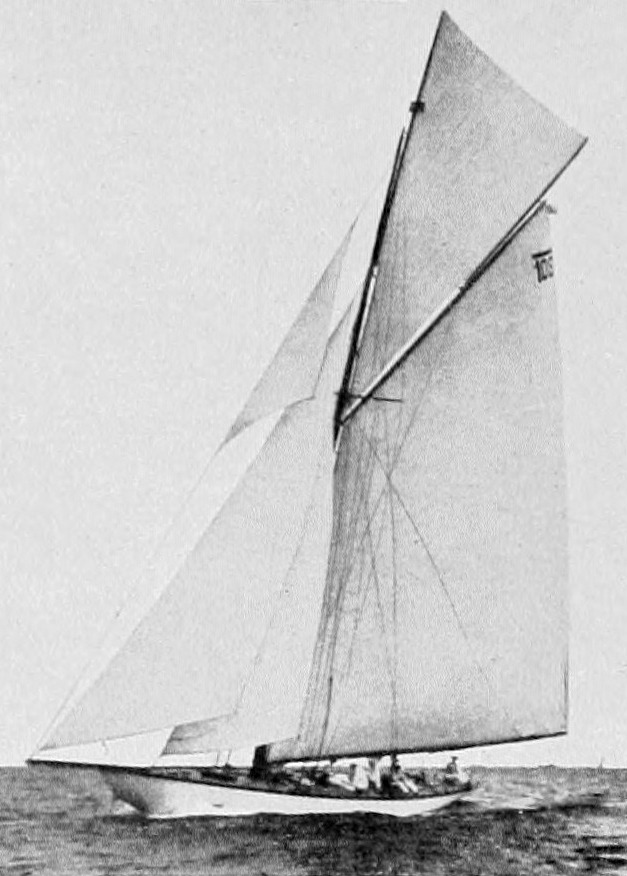
Magda IX, 12 Metre

## Medalhistas
| Evento            | Ouro | Prata | Bronze |
| ----------------- | --- | --- | --- |
| 6 Metre detalhes  | Gaston Thubé Amédée Thubé Jacques Thubé FRA França | Hans Meulengracht-Madsen Steen Herschend Sven Thomsen DEN Dinamarca                                                                                | Eric Sandberg Otto Aust Harald Sandberg SWE Suécia                                                                                     |
| 8 Metre detalhes  | Thoralf Glad Thomas Aass Andreas Brecke Torleiv Corneliussen Christian Jebe NOR Noruega                                                                    | Bengt Heyman Emil Henriques Alvar Thiel Herbert Westermark Nils Westermark SWE Suécia                                                              | Bertil Tallberg Arthur Ahnger Emil Lindh Gunnar Tallberg Georg Westling FIN Finlândia                                                  |
| 10 Metre detalhes | Filip Ericsson Carl Hellström Paul Isberg Humbert Lundén Herman Nyberg Harry Rosenswärd Erik Wallerius Harald Wallin SWE Suécia                            | Harry Wahl Waldemar Björkstén Jacob Björnström Bror Brenner Allan Franck Erik Lindh Juho Aarne Pekkalainen FIN Finlândia                           | Esper Beloselsky Ernst Brasche Karl Lindholm Nikolay Pushnitsky Aleksandr Rodionov Joseph Schomacker Philipp Strauch RU1 Império Russo |
| 12 Metre detalhes | Johan Anker Nils Bertelsen Eilert Falch-Lund Halfdan Hansen Arnfinn Heje Magnus Konow Alfred Larsen Petter Larsen Christian Staib Carl Thaulow NOR Noruega | Nils Persson Per Bergman Dick Bergström Kurt Bergström Hugo Clason Folke Johnson Sigurd Kander Ivan Lamby Erik Lindqvist Hugo Sällström SWE Suécia | Ernst Krogius Ferdinand Alfthan Pekka Hartvall Jarl Hulldén Sigurd Juslén Eino Sandelin Johan Silén FIN Finlândia                      |

## Quadro de medalhas
| Ordem | País              | Medalha de ouro | Medalha de prata | Medalha de bronze |    | Ordem por total |
| ----- | ----------------- | --------------- | ---------------- | ----------------- | -- | --------------- |
| 1     | NOR Noruega       | 2               |                  |                   | 2  | 3               |
| 2     | SWE Suécia        | 1               | 2                | 1                 | 4  | 1               |
| 3     | FRA França        | 1               |                  |                   | 1  | 4               |
| 4     | FIN Finlândia     |                 | 1                | 2                 | 3  | 2               |
| 5     | DEN Dinamarca     |                 | 1                |                   | 1  | 4               |
| 6     | RU1 Império Russo |                 |                  | 1                 | 1  | 4               |
| TOTAL | TOTAL             | 4               | 4                | 4                 | 12 | —               |